# Vacone
Vacone is een gemeente in de Italiaanse provincie Rieti (regio Latium) en telt 264 inwoners (31-12-2004). De oppervlakte bedraagt 9,1 km², de bevolkingsdichtheid is 27 inwoners per km².

## Demografie
Vacone telt ongeveer 132 huishoudens. Het aantal inwoners daalde in de periode 1991-2001 met 6,8% volgens cijfers uit de tienjaarlijkse volkstellingen van ISTAT.
| Jaar | Inwoneraantal |
| ---- | ------------- |
| 1991 | 265           |
| 2001 | 247           |

## Geografie
De gemeente ligt op ongeveer 517 m boven zeeniveau.
Vacone grenst aan de volgende gemeenten: Calvi dell'Umbria (TR), Configni, Cottanello, Montasola, Torri in Sabina.